# Георге Лазар
Георге Лазар (рум. Gheorghe Lazăr; нар. 5 червня 1779, Аврінг — пом. 17 вересня 1821, Аврінг) — румунський громадський діяч, уродженець Трансільванії.
Зібравши навколо себе в Бухаресті декількох патріотів, Лазар вирішив боротися проти грецького впливу фанаріотів і заснував румунську школу з широкою програмою в національному дусі; складав підручники, дбав про відкриття подібних шкіл в інших містах, заснував культурно-прогресивне суспільство на національних засадах.

## Джерело
- Gheorghe Lazar [Архівовано 23 лютого 2014 у Wayback Machine.]

1. ↑  Österreichisches Biographisches Lexikon 1815–1950 — ÖAW.